# Mango
Mango — южноафриканская бюджетная авиакомпания со штаб-квартирой в Кемптон-Парк (Экурхулени, Гаутенг, близ Йоханнесбурга, ЮАР), выполняющая регулярные пассажирские перевозки главным образом между крупными аэропортами страны.
Портом приписки компании и её концентратором перевозок является Международный аэропорт имени О. Р. Тамбо в Йоханнесбурге.

## История
Авиакомпания Mango была образована 30 октября 2006 года и начала регулярные пассажирские перевозки 15 ноября того же года.

## Маршрутная сеть
По состоянию на июнь 2010 года авиакомпания Mango обслуживала следующие регулярные рейсы:
- Йоханнесбург — Кейптаун;
- Кейптаун — Дурбан;
- Йоханнесбург — Дурбан
- Кейптаун — Блумфонтейн;
- Йоханнесбург — Блумфонтейн.

## Флот
В марте 2009 года воздушный флот Mango составляли следующие самолёты:
После 2013 года компания планирует заменить флот из самолётов Boeing 737—800 на лайнеры Airbus A320.